# Sisicottus cynthiae
Espèce
Sisicottus cynthiae est une espèce d'araignées aranéomorphes de la famille des Linyphiidae.

## Distribution
Cette espèce est endémique d'Oregon aux États-Unis,. Elle se rencontre dans le comté de Benton et observée dans le comté de Lane.

## Description
La carapace des mâles mesurent de 1,00 à 1,10 mm et celle des femelles de 0,88 à 1,06 mm.

## Étymologie
Cette espèce est nommée en l'honneur de Cynthia Zujko-Miller.

## Publication originale
- Miller, 1999 : Revision and cladistic analysis of the erigonine spider genus Sisicottus (Araneae, Linyphiiae, Erigoninae). The Journal of Arachnology, vol. 27, p. 553-603 (texte intégral).